# Krzysztof Konopelski
Krzysztof Konopelski (ur. 4 kwietnia 1952 w Poraju) – polski grafik, rysownik, designer, scenograf, nauczyciel akademicki, satyryk i poeta. Jest synem częstochowskiej poetki Gabrieli z domu Hepner i Jana Konopelskiego, geologa.

## Życiorys
Studiował na katowickim Wydziale Grafiki Akademii Sztuk Pięknych w Krakowie (1974-80), malarstwo w pracowni prof. Andrzeja Kowalskiego (1975-79), dyplom u prof. Stanisława Kluski i prof. Andrzeja Pietscha, a następnie reżyserię filmu animowanego w Szkole Filmowej w Łodzi (1980-83) u prof. Mirosława Kijowicza.
Jako satyryk zadebiutował w 1978 na łamach tygodnika „Szpilki”. Swoje prace zamieszczał również w czasopismach „Jazz” i „Trybuna Robotnicza”. Poetycki debiut miał miejsce na antenie radiowej Trójki w roku 1980. W latach 1982–1991 prowadził autorską pracownię Projektowania Graficznego w Instytucie Wychowania Artystycznego częstochowskiej WSP. W tym też czasie współpracował z Teatrem im. Adama Mickiewicza w Częstochowie jako grafik i scenograf. W roku 1992 był redaktorem graficznym „Szpilek” – pod Przybylikiem.
W latach 90. opracował, opartą na animacji, metodę nauki czytania dla małych dzieci – ko.
Jest członkiem rzeczywistym i Prezesem Grupy Poetyckiej ‘CZOŁO’.
Jest członkiem założycielem Stowarzyszenia Polskich Artystów Karykatury (SPAK). W roku 2012 otrzymał Honorową Odznakę 25-lecia SPAK.

## Wybór prezentacji, prowokacji i projektów
- 2018: wydanie książki „czopek wolności” – wiersze i rysunki Krzysztofa Konopelskiego[1]
- 2017: wydanie książki „drugawa teoria wszystkiego” – wiersze i rysunki Krzysztofa Konopelskiego[2]
- 2012: wydanie książki „obajaja Krzysztofa Kolumba” – wiersze i rysunki Krzysztofa Konopelskiego[3][4]
- 2012: „Koniec żartów” – Ogólnopolska Wystawa Karykatury i Rysunku Satyrycznego na 25-lecie SPAK
- 2011: projekt popularnego zlewozmywaka ‘Falcon’ – Konte Design[5]
- 2008: 20 lat wSPAK (Muzeum Karykatury w Warszawie)[6]
- 2002: projekt okładki płyty Perfect Symfonicznie z Elżbietą Banecką
- 1996: projekt niebieskiej okładki Panoramy Firm
- 1987: Wystawa Polskiej Satyry w Münster w Niemczech
- 1986: „Miej czoło i pukaj w czoło” – indywidualna wystawa satyry w Galerii „Szpilek” w Warszawie
- 1986: Performance „Pożegnanie Komety Halleya” – 24 kwietnia 1986 w Galerii „Szpilek” w Warszawie
- 1985: Prowokacja „Joe, Zawinula Ci się koszula” w Sali Kongresowej na Jazz Jamboree
- 1983: „Linia życia” – pięciu w Galerii Pokaz w Warszawie
- 1982: 600-lecie obrazu Matki Boskiej Częstochowskiej – Ogólnopolski Plener Malarski, Jasna Góra, Częstochowa
- 1980: udział w VIII Międzynarodowym Biennale Plakatu w Warszawie
- 1976: Prowokacja „Dlaczego ja?” na Festiwalu Studentów Szkół Artystycznych w Cieszynie
- 1975: Karny Plener Bieszczady'75 w Cisnej, wystawa w Bieszczadzkim Domu Kultury w Lesku

## Wybór nagród
- 2013: I nagroda w konkursie na nazwę AŻ Festiwalu[7] Akademii Muzycznej w Łodzi
- 2012: Złoty Kapelusz w międzynarodowym Cartoonfestival Knokke-Heist w Belgii
- 1991: I nagroda w konkursie na znak Światowych Dni Młodzieży z Janem Pawłem II w Częstochowie[8]
- 1989: wyróżnienie w międzynarodowym Cartoonfestival Knokke-Heist w Belgii
- 1987: Złota Szpilka
- 1986: II nagroda w konkursie „Prasa” w Krzywym Zwierciadle w Zielonej Górze
- 1986: Grand Prix Międzynarodowej Wystawy Satyrykon '86 w Legnicy za pracę „Szanuj zieleń”
- 1986: Złoty Ołówek Satyrykonu w Legnicy
- 1986: Brązowy Ołówek Satyrykonu w Legnicy
- 1984: Złota Szpilka
- 1983: Srebrna Szpilka
- 1982: Srebrna Szpilka
- 1980: Brązowa Szpilka
- 1980: Bronzener Heinrich na wystawie Karikaturen der Welt – Cartoon’ 80 w Berlinie Zachodnim
- 1979: Nagroda Akademii Sztuk Pięknych w Stambule w Międzynarodowym Salonie Karykatury Akşehir '79 w Turcji
- 1978: I nagroda w Ogólnopolskim konkursie na plakaty reklamowe „Społem”